# Niuafoʻou (langue)
Le  niuafoʻou (tongien, niuafoʻou : lea faka-Niuafoʻou,) est une langue polynésienne parlée sur l'île de Niuafoʻou, l'île la plus au nord de l'archipel des Tonga dans le Pacifique. Elle est très proche du tongien et du wallisien. Elle est en danger de disparition, de plus en plus supplantée par le tongien. C'est une langue VSO.

## Histoire et classification

### Histoire
Le niuafoʻou est issu du proto-polynésien, une langue qui se développe aux environs du Ier millénaire av. J.-C. dans ce que Patrick Kirch et Roger Green (2001) appellent la Polynésie ancestrale, une zone comprenant les îles de 'Uvea, Futuna, Tonga, Samoa, Niuatoputapu et Niuafoʻou. Au bout de plusieurs siècles, le proto-polynésien s'est séparé en différentes langues polynésiennes : d'un côté, le groupe tongique (tongien et niuéen) et le reste dans le groupe polynésien nucléaire. 
Vers le XIIIe  ou  XIVe siècle, les Tongiens étendent leur influence jusqu'à Niuafoʻou , y introduisant de fait le tongien. À partir de cette période, l'influence du tongien sur le niuafoʻou s'est faite de plus en plus forte. Les îles voisines de Niuatoputapu et de Wallis ont connu la même situation à des degrés divers. 

### Classification
La classification du niuafoʻou est controversée. La langue est tantôt rangée au sein des langues tongiques (tongien + niuéen), tantôt classée avec les autres langues polynésiennes nucléaires.
Certains ont proposé l'existence d'une branche wallisien-niuafoʻou (le niuatoputapu y est également inclus par Glottolog). Cependant, Jeffrey Marck (2000) classe de nouveau le niuafoʻou dans la branche tongique des langues polynésiennes.

Le niuafo'ou est issu du proto-polynésien, qui était parlé autour du dans les îles de Polynésie occidentale avant se différencier en différentes langues polynésiennes.

|         | Correspondance des phonèmes |          |         |        |           |           |                 |
| Phonème | Proto-polynésien            | Futunien | Tongien | Samoan | Niuafoʻou | Wallisien | Français        |
| /ŋ/     | *taŋata                     | tagata   | tangata | tagata | tangata   | tagata    | homme           |
| /s/     | *sina                       | sina     | hina    | sina   |           | hina      | gris de cheveux |
| /ti/    | *tiale                      | tiale    | siale   | tiale  | siale     | siale     | Gardenia        |
| /k/     | *waka                       | vaka     | vaka    | vaʻa   | vaka      | vaka      | canoë           |
| /f/     | *fafine                     | fafine   | fefine  | fafine | fafine    | fafine    | femme           |
| /ʔ/     | *matuqa                     | matu'a   | motuʻa  | matua  | matua     | matu'a    | parent          |
| /r/     | *rua                        | lua      | ua      | lua    | ua, lua   | lua       | deux            |
| /l/     | *tolu                       | tolu     | tolu    | tolu   | tolu      | tolu      | trois           |

## Situation sociolinguistique: une langue en voie de disparition

### Exil des habitants (1946-1958) et déclin de la langue
Le niuafoʻou est parlé sur l'île de Niuafoʻou, la plus au nord de l'archipel des Tonga (les îles les plus proches sont Niuatoputapu et Tafahi à 210 kilomètres ; Wallis est distante de 270 kilomètres). En 1946 le volcan de l'île entra en éruption, détruisant le village de Angahā. Tous les habitants (1 300 à l'époque) ont été évacués, d'abord sur l'île principale de Tongatapu. En raison de l'hostilité de la population tongienne locale, ils furent réinstallés de manière permanente sur l'île de ʻEua, au sud de Tongatapu, en 1949. Ils ne sont rentrés que progressivement que dans leur île d'origine à partir de 1958. Un certain nombre ont choisi de rester à ʻEua et pour cette raison, le niuafoʻou est également parlé dans cette île (en 1988, la communauté de niuafoʻouans était deux fois plus nombreuse à ʻEua que sur l'île d'origine). 
Durant la période d'exil à Tongatapu, le niuafoʻou a déjà failli disparaître. En effet, les locuteurs se sont retrouvés dans un environnement entièrement en tongien, ce qui a rendu le maintien de la langue et sa transmission très difficile. Tsukamoto indique que la langue décline très fortement dans les autres îles tongiennes où subsistent des locuteurs (ʻEua, Tongatapu et quelques autres îles alentour). Après le retour des habitants sur Niuafoʻou, la situation s'est quelque peu améliorée. 
La période passée à Tongatapu et à ʻEua a eu des conséquences sur le plan linguistique : la langue des jeunes s'est différenciée de celle parlée par leurs aînés (notamment par l'incorporation de vocabulaire tongien).

### Une substitution linguistique avancée
Le niuafoʻou est une langue en danger et est de plus en plus supplantée par le tongien. Dans tous les domaines de la vie publique, le tongien prime : à l'église, à l'école, dans les bureaux locaux du gouvernement, dans toutes les situations formelles. Le niuafoʻou est cantonné à la sphère privée, mais de plus en plus de familles parlent tongien. D'après Thomas Dye (1980), tous ceux qui parlent niuafoʻou chez eux sont également bilingues en tongien.
Sur l'île de Niuafoʻou, la plupart des services publics (écoles, services gouvernementaux, etc) sont gérés par des tongiens venus d'autres îles des Tonga, étrangers à l'île. Les habitants sont donc en contact permanent avec des tonganophones.
Dès 1922, Ernest E. V. Collcot notait que les traits caractéristiques du niuafoʻou disparaissaient sous l'influence du tongien. En 1988, Tsukamoto indiquait que les locuteurs passaient souvent du tongien au niuafoʻou (alternance codique). Il notait également qu'un nombre important de mots étaient oubliés et remplacés par leur équivalents tongiens.
La langue a donc subi un processus de substitution linguistique. C'est d'ailleurs le label que lui assigne Ethnologue : « shifting ». En 1980, Thomas Dye prédisait la fin prochaine de la langue : « la pression continuelle du tongien, en particulier sur les enfants allant à l'école en tongien, assure que la langue de Niuafoʻou sera bientôt le tongien ». 
En 2002, le nombre de locuteurs du niuafoʻou est estimé à environ 1 000 personnes par Robert Early.
Un rapport de 2011 indique que le niuafoʻou n'était parlée que par une petite minorité, soulignant que la langue risque de disparaître complètement. Ce rapport préconise de documenter la langue (ou ce qui en reste), de l'enseigner à l'école, d'adopter une législation protectrice et de créer un comité voué à la protection, à la promotion et au développement du niuafoʻou,.
Dans les communautés niuanes en dehors de Niuafoʻou (à ʻEua notamment), le niuafoʻou est encore plus menacé : il a quasiment disparu, remplacé par le tongien. La génération née après l'évacuation de 1946 ne parle plus du tout la langue.

### Attitudes linguistiques
Tsukamoto fait état des attitudes méprisantes des tongiens à l'égard de la langue, notamment à travers le terme « kote » ou « kotekote », qui désigne un charabia incompréhensible, et est utilisé pour décrire les langues étrangères (comme le niuafoʻou). Ce mot vient de la particule ko + l'article te, très fréquent en niuafoʻou, ce qui en fait un trait distinctif des locuteurs par rapport aux Tongiens. Ces attitudes semblent profondément ancrées, puisque le mot kotekote est attesté dès 1817. Pour Tskuamoto, 
« [cela] suggère que les attitudes méprisantes des Tongiens envers les langues des peuples environnants culturellement soumis sont plutôt traditionnelles et qu'elles trouvent leur origine dans la fierté nationale liée à l'expansion du pouvoir du Tuʻi Tonga (roi de Tonga) sur ces gens ».
Ces attitudes se sont répercutés sur les locuteurs du niuafoʻou, qui ont honte de leur langue et la considèrent inférieure. Dès 1922, Ernest E. V. Collcot rapportait que les habitants avaient honte de parler leur langue, face aux Tongiens et dans la sphère privée. Les locuteurs l'emploient de moins en moins. Tous sont bilingues en tongien et n'hésitent pas à parler tongien même si tous les autres interlocuteurs comprennent le niuafoʻou.

### Politique linguistique à Tonga
L'anglais et le tongien sont les langues officielles du royaume de Tonga et aucune mesure législative n'est prévue pour protéger ou développer le niuafoʻou.

### Enseignement
Le niuafoʻou n'est pas enseigné à l'école : les élèves étudient en tongien et apprennent également l'anglais. D'ailleurs, il n'existe aucun matériel pédagogique pour enseigner la langue. En 2015, cependant, l'université du Pacifique Sud à Tonga (située à Nukuʻalofa) a proposé un cours de niuafoʻou.

## Relations avec le wallisien
Historiquement, les échanges ont été très nombreux entre 'Uvea (Wallis) et Niuafoʻou ; de nombreux habitants de l'île se disent wallisiens par leurs parents ou grands-parents. Cependant, deux facteurs ont entraîné la fin de ces échanges. Tout d'abord, l'île de Niuafoʻou a été évacuée en 1946 à la suite de l'éruption volcanique et les habitants ne sont revenus qu'en 1954. D'autre part, l'entrée de Wallis-et-Futuna dans la République française à la suite du référendum de 1959 (les deux îles deviennent un territoire d'outre-mer français) ont limité les contacts avec les autres îles alentour : Wallis était avant tout reliée avec les autres territoires français du Pacifique, en premier lieu la Nouvelle-Calédonie. En outre, les missionnaires maristes présents à Wallis ont toujours vu d'un mauvais œil les apports extérieurs et ont interdit aux Wallisiens et Futuniens les tāvaka, les voyages en pirogue vers d'autres îles.
Les locuteurs du niuafoʻou sont tout à fait conscients de la proximité linguistique avec le wallisien, et disent souvent que leurs deux langues sont « la même chose » (tatau pee).
Tsukamoto note d'ailleurs que les insulaires captent la radio Wallis et Futuna 1re émettant depuis Wallis[réf. souhaitée].

## Phonologie
Le niuafoʻou comporte douze consonnes et cinq voyelles.

### Consonnes
| occlusives | p | t | k | ʔ |
| fricatives | f | v | s | h |
| nasales    | m | n | ŋ |   |
| latérales  |   | l |   |   |

### Voyelles
|            | antérieures | centrales | postérieures |
| fermées    | i           |           | u            |
| mi-fermées | e           |           | o            |
| ouvertes   |             | a         |              |

Le niuafoʻou tient compte de la longueur vocalique : les voyelles peuvent être brèves ou longues.
Les mots finissent toujours par une voyelle, et plusieurs voyelles peuvent se suivre, mais pas deux consonnes.
Le coup de glotte, quoiqu'un peu moins marqué qu'en tongien, a une importance notable. C'est une consonne à part entière, qui permet de distinguer plusieurs mots. Par exemple, ʻanga « requin » et anga « nature » ou encore taʻu « année » et tau « guerre ».

## Écriture
À l'instar de autres peuples Polynésiens, les habitants de Niuafoʻou forment une société de tradition orale et ce n'est qu'avec l'arrivée des missionnaires que la langue a commencé à être écrite. Il n'existe quasiment aucun texte en niuafoʻou, une situation renforcée par la position défavorisée de la langue face au tongien. Cependant, une traduction de la Bible est en cours depuis 2005, sponsorisée par le projet Isles of the Sea, financé par l'organisation méthodiste Wycliffe Global Alliance (en).
De nos jours, l'orthographe du niuafoʻou suit les règles d'orthographe du tongien : /ŋ/ est écrit ng (à l'inverse, par exemple, du wallisien et du futunien où il est retranscrit par g) et le coup de glotte (ʔ) est représenté avec un okina : ʻ. Enfin, les voyelles longues sont représentées avec un macron : ā, ē, ī, ō, ū.
Dans sa thèse, Tsukamoto a fait le choix de retranscrire les voyelles longues en les redoublant (ainsi, il écrit tooketaa « médecin » contre tōketā en orthographe standard).

## Lexique
Tous les exemples sont tirés de Tsukamoto (1988).

### Géographie et climat
| Français             | niuafoʻou |
| -------------------- | --------- |
| terre                | fonua     |
| ciel                 | langi     |
| île                  | motu      |
| mer                  | tai       |
| eau, lac             | vai       |
| arbre                | ʻakau     |
| montagne             | maʻunga   |
| tremblement de terre | mofuike   |
| pluie                | ʻua       |
| feu                  | ʻafi      |
| jour                 | aho       |
| nuit                 | pō        |

### Personnes
| Français | niuafoʻou |
| -------- | --------- |
| homme    | tangata   |
| femme    | fafine    |
| garçon   | tamasiʻi  |
| fille    | taʻahine  |
| enfants  | tamaliki  |

### Nourriture et animaux
| français      | niuafoʻou |
| ------------- | --------- |
| chien         | kulī      |
| cochon        | puaka     |
| poisson       | ika       |
| baleine       | tofuaʻa   |
| oiseau        | manu puna |
| manger        | kai       |
| boire (sing.) | inu       |
| noix de coco  | niu       |

### Vie quotidienne
| français       | niuafoʻou      |
| -------------- | -------------- |
| travail        | ngāue          |
| danse, danser  | tauʻolunga     |
| chant, chanter | hiva           |
| sacré          | tapu           |
| dormir         | moe            |
| bateau         | vaka           |
| avion          | vakapuna       |
| grand          | lahi           |
| petit          | siʻi           |
| Niuan (adj.)   | faka-Niuafoʻou |